# Западноаустралијска торбарска мачка
Западноаустралијска торбарска мачка или западна квола, чудич, чилпа, куника (Dasyurus geoffroii) је врста сисара торбара из реда Dasyuromorphia. 

## Распрострањење
Врста је у време доласка првих енглеских досељеника насељавала већи део унутрашњости Аустралије (око 70%), данас је присутна само у југозападном углу Западне Аустралије, где насељава склерофилне шуме.

## Станиште
Станишта врсте су шуме, жбунаста вегетација, екосистеми ниских трава и шумски екосистеми и пустиње.

## Угроженост
Ова врста је на нижем степену опасности од изумирања, и сматра се скоро угроженим таксоном.